# Ninkō

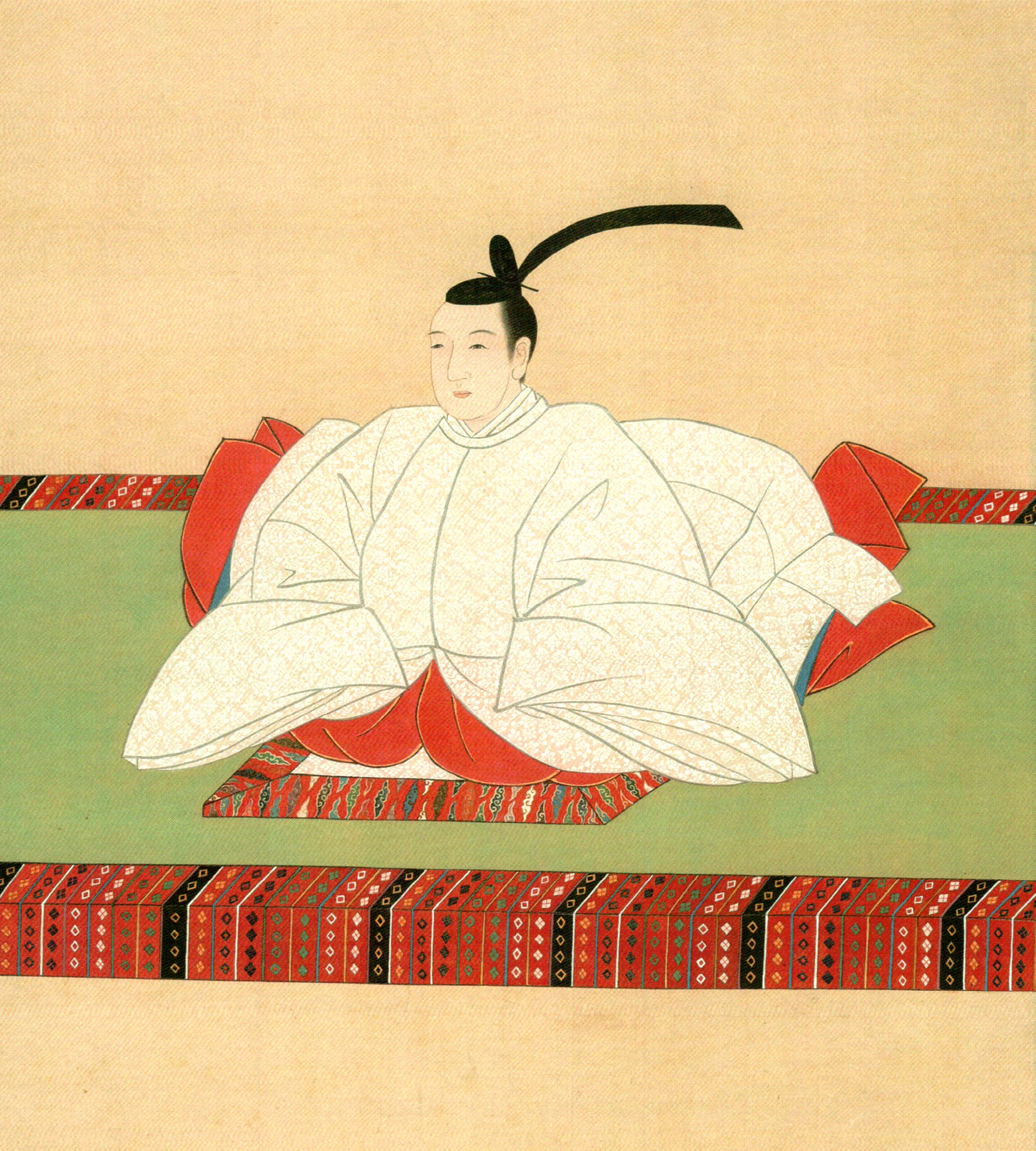
Kaiser Ninkō

Kaiser Ninkō (jap. 仁孝天皇, Ninkō-tennō; * 16. März 1800; † 21. Februar 1846) war der 120. Tennō von Japan (1817–1846). Sein Eigenname war Ayahito (恵仁).

## Leben
Er war ein Sohn von Kaiser Kokaku und Kanshūji Tadako (勧修寺 婧子). Er regierte von 1817 bis 1846. Die eigentliche politische Macht in Japan lag aber bei den Tokugawa-Shōgunen in Edo. 
Kaiser Ninkō hatte sieben Frauen:
- Kaiserin Takatsukasa Tsunako (鷹司 繁子)
- Kaiserin Takatsukasa Yasuko (鷹司 祺子)
- Ōgimachi Naoko (正親町 雅子)
- Kanroji Kiyoko (甘露寺 妍子)
- Hashimoto Tsuneko (橋本 経子)
- Nakayama Isako (中山 績子)
- Imaki Tatsuko (今城 媋子)

Mit diesen hatten er sieben Söhne und acht Töchter. Sein Grab befindet sich in Nochi no Tsukinowa no misasagi (後月輪陵). Er starb im Alter von 46 Jahren, gemäß Aussagen seiner Zeitgenossen plötzlich und unerwartet. Bis unmittelbar vor seinem Tod hatte er sich eigentlich bester Gesundheit erfreut und "nie mehr als eine Erkältung gehabt".